# Букуев, Нурдин Медетбекович
Нурдин Медетбекович (Медетович) Букуев (род. 7 октября 1980, Фрунзе) — киргизский судья по мини-футболу.

## Биография
Отец — Медет Омошевич Букуев, президент Ассоциации мини-футбола Кыргызстана и советник президента Кыргызстана Садыра Жапарова.
Имеет два высших образования (государственное управление и юриспруденция). Аспирант кафедры международных отношений Киргизско-российского славянского университета имени Бориса Ельцина. Работал на государственной службе и в частном бизнесе, являлся помощником депутата киргизского парламента. С 2009 года работает в Федерации футбола Кыргызстана, где являлся начальником юридического отдела и заместителем генерального секретаря.
Начал судейскую карьеру 1996 году, в шестнадцатилетнем возрасте, после того как его отец возглавил Ассоциацию мини-футбола Кыргызстана, которая столкнулась с нехваткой рефери. С 2006 года — судья категории ФИФА. В активе Букуева — обслуживание матчей на крупных турниров мировых и региональных турнирах. Он работал на играх футзального соревнования на Азиатских играх в помещениях 2007 года, а также на Азиатских играх по боевым искусствам и состязаниям в помещениях (2013, 2017) и чемпионате Азии 2017 года среди игроков до 20 лет. Букуев судил игры чемпионата Азии по мини-футболу (2007, 2008, 2012 — включая финал, 2014 — включая финал, 2016, 2018). Судил все розыгрыши клубного чемпионата АФК по мини-футболу (2010—2019). Букуев — первый представитель Кыргызстана, работавший на чемпионате мира по мини-футболу и первый в истории судья, работавший на четырёх мундиалях (2008, 2012, 2016, 2021 — включая финал).
Лучший судья Азии по футзалу 2013 года. В 2017 году был номинирован на награду UMBRO Futsal Awards в номинации «лучший судья».

## Личная жизнь
Женат с 2005 года, в браке трое детей.